# Esagil

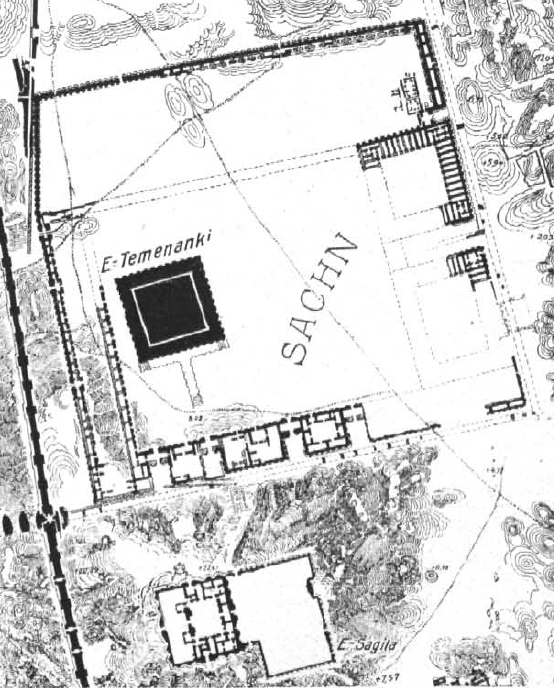
Plan des zones fouillées dans le complexe du dieu Marduk à Babylone : au sud l'Esagil, et au nord la ziggurat Etemenanki dans sa grande enceinte.

L'Esagil est le temple principal du dieu Marduk, situé dans le quartier sacré de Babylone, la ville dont il est la divinité tutélaire. Son nom vient du sumérien É.SAG.IL et signifie « Le temple au pinacle surélevé ». À ses côtés fut construite la ziggurat Etemenanki. L'Esagil est probablement né avec Babylone, dans des temps reculés. Il a eu une histoire trouble, à l'image de celle de la cité, dont il a subi tous les désastres, du raid des Hittites provoquant la chute de la première dynastie babylonienne, et qui dérobèrent les statues de Marduk et de Zarpanitu, récupérées plus tard sous les Kassites, à la destruction de cette dernière dynastie par l'Élam, puis aux nombreux raids assyriens, dont le plus terrible, celui infligé par Sennacherib, qui détruisit la ziggurat, qui sera restaurée par ses successeurs. 

## Historique
Selon une chronique historique tardive, la Chronique de l'Esagil l'histoire du temple remonterait à des temps très anciens : Shulgi, roi d'Ur (v. XXIe siècle av. J.-C.), porté d'un mauvais dessein, aurait mis au pillage le trésor d'Esagil et de Babylone. Mais il s'agit d'un texte ayant pour but de mettre en garde les souverains qui ne rendraient pas de culte au dieu Marduk dans son temple, plus que d'une source historique fiable pour reconstituer l'histoire du sanctuaire. Une allusion est faite par Sabium, le troisième prédécesseur de Hammurabi, qui tire de quelques travaux accomplis dans ce temple la formule éponymique de sa dixième année de règne (v. XIXe siècle av. J.-C.). Une inscription attribue au roi kassite Agum-Kakrime (vers 1595) des restaurations qu'il y fait et à l'énumération de dons dus à sa munificence. Salmanazar II, roi d'Assyrie (860-825), entre en vainqueur dans l'Esagil et l'enrichit de présents. Merodach-Baladan II, roi de Babylone (721-710), le restaure, ainsi que d'autres temples. 
Sennachérib d'Assyrie (705-681) le détruit de fond en comble, en même temps que la Tour à étages, et en jette les décombres dans l'Arahtu, branche de l'Euphrate qui coulait au pied même des murs. Assarhaddon, son fils (681-668), pose les fondements du nouvel Esagil. Ceci malgré le fait que Marduk ordonne à ses prêtres que cela ne soit pas fait avant une certaine durée après le précédent désastre. Nous tenons de lui, par ses inscriptions, quelques évaluations de mesures. Ses fils, Assurbanipal (668-626) et Shamash-shum-ukin (668-648), poursuivent le plan grandiose. Le dernier, qui n'était que vice-roi de Babylonie, se donne comme epis Esagil «auteur de l'Esagil». À cette époque se place la lettre d'un « architecte » au roi d'Assyrie. Avec la restauration de l'empire dit néo-babylonien, l'œuvre gigantesque fait de rapides progrès.
Nabopolassar (625-604) et surtout Nabuchodonosor (604-561) y mettent le sceau. Le temple et la Tour à étages, qui en était restée à 30 coudées de hauteur, sont achevés sous ce dernier règne. Des briques en quantité innombrable — les mêmes qu'on employait dans les villes autres que Babylone — proclament à juste titre Nabuchodonosor le zanin ou conservateur par excellence d'Esagil.
À son retour de la Grèce, le roi Perse Xerxès (485-465) endommage le temple et sa ziggurat pour punir une révolte de la ville nous apprend d'Hérodote. Toutefois cette assertion est peut-âtre le fruit de la propagande grecque qui montre Alexandre le Grand en libérateur de Babylone. Aussi constatons-nous, preuves en main, sous Alexandre (avant 323), un délabrement général peut-être le fait d'un manque d'entretien. Un texte de comptabilité de la 6e année de son règne à Babylone fixe la valeur d'un don en argent offert aux dieux Bel et Bêlit, pour l'enlèvement des décombres de l'Esagil (la légende araméenne jointe au texte cunéiforme dit Sangal pour Sagil). C'est qu'en effet, d'après Hérodote, le conquérant donne ordre de nettoyer l'aire, afin de reconstruire le temple avec plus de somptuosité. Son absence, la mauvaise volonté de ses Babyloniens qui craignent d'être dépossédés de terres sacrées dont ils s'étaient emparés entre-temps, sa mort prématurée réduisirent à néant ce projet. 
Sous les Séleucides, un de ses prêtres, Bérose, rédigea les fameuses Babyloniaka.
La tâche fut reprise vers 270 par Antiochus-Soter qui prépare les briques dès 275. Esagil est encore mentionné dans un acte de l'an 236, rappelé en l'an 173. Après cela, l'histoire est muette sur le sujet.

## Description
Le temple était situé dans une enceinte au bord de l'Euphrate, juste à côté de la ziggurat. Il a été exploré en partie au cours des fouilles de Babylone dirigées par Robert Koldewey au début du XXe siècle. Les fouilles, du 27 mars 1900 au 29 novembre de la même année, mettent à découvert un point de la partie antérieure du temple et le péribole de la Tour. 
Les dépendances formaient un quadrilatère d'environ 500 mètres de côté (plus pour la longueur, moins pour la largeur). Son plan passe pour avoir été tracé par le dieu Marduk lui-même. Le temple lui-même avait une forme en « L » retourné, de 180 mètres de longueur et de 120 mètres de largeur environ, et sa hauteur a été estimée à 10 mètres. On y entrait par une cour extérieure, pour ensuite parvenir, après avoir passé une porte monumentale, dans la cour centrale, située dans la partie principale de l'édifice, un bâtiment de 85 mètres sur 80 mètres. Autour de cette cour, on trouvait plusieurs chambres contenant tout ce qui était nécessaire pour le culte et les prêtres. On parvenait ensuite à la cella de Marduk, l'Ekua, située en face de l'entrée reliant la cour intérieure à l'extérieur. À ses côtés se trouvaient celles des membres de sa famille, Zarpanitum sa parèdre, au nord, et son fils Nabû, au sud. On trouvait dans ces chapelles la statue des divinités, qui étaient vêtues tous les matins par les ministres du culte au cours d'une cérémonie précise. Deux autres portes étaient percées dans les façades nord et sud du bâtiment, à l'opposé l'une de l'autre. Au sud de la première cour a été ajoutée une troisième cour que l'on rejoignait par l'est.
L'importance de ce lieu laisse imaginer sa richesse, dont on a hélas retrouvé que peu de choses du fait des nombreux pillages qu'il a subi, fait courant à cette époque. Hérodote lui-même prétendait avoir vu une statue du dieu en or, et cite d'autres richesses encore. On sait par Nabuchodonosor que les murs de l'Ekua étaient recouverts d'or. Tout le mobilier, les objets dédiés au culte de Marduk avaient une grande valeur. On trouvait de plus de nombreuses statues de personnages et créatures mythologiques, en bronze et même en argent. Le prestige de l'Esagil lui permit de devenir un agent économique majeur dans sa contrée, grâce à l'étendue de ses possessions.
L'Enuma Elish, l'Épopée de la Création, récit théologique élevant Marduk au rang de roi des dieux, et faisant de lui le créateur du Monde et des Hommes, donnait aussi l'origine de l'Esagil. Le temple passait pour avoir été bâti par les dieux eux-mêmes sur les premières terres émergées de l'Apsû, les eaux souterraines, en l'honneur de leur nouveau roi Marduk, ainsi que d'eux-mêmes. Ainsi, l'Esagil était la maison du roi des dieux, dont l'image (la statue censée assurer sa présence réelle) trônait dans l'Ekua, la chapelle sacrée, mais aussi celle de tous les dieux, dont les statues se trouvaient dans les autres chapelles entourant la cour intérieure (ce qui explique la taille de l'édifice). Pour les Mésopotamiens ce lieu, premier émergé du chaos, est aussi le centre du Monde, le lieu où fut créé toute chose se trouvant sur terre. C'est pour cela que Babylone était représentée sur les cartes du Monde des Mésopotamiens au centre. Mais le « centre du centre », c'était l'Esagil, souvenir d'un temps où l'Homme n'existait pas encore, l'œuvre des dieux. Cela explique pourquoi ce lieu avait cette importance pour les croyants de tout le pays.